# Rally Sur do Condado
El Rally Sur do Condado es una prueba de rally que se disputa en la localidad de Salvatierra de Miño (Pontevedra, España) organizado por la Escudería Surco desde 2004 y es puntuable para el Campeonato de Galicia de Rally.

## Palmarés
| Año  | Edición                   | Piloto                    | Copiloto            | Automóvil                  | Series  |
| ---- | ------------------------- | ------------------------- | ------------------- | -------------------------- | ------- |
| 2004 | 1.º Rally Sur do Condado  | Antonio Villar            | José Ramón Seoane   | Peugeot 306 Maxi           | Galicia |
| 2005 | 2.º Rally Sur do Condado  | Manuel Senra              | Faustino Suárez     | Peugeot 306 Maxi           | Galicia |
| 2006 | 3.º Rally Sur do Condado  | José M. Martínez Barreiro | Manuel Campos       | Peugeot 306 Maxi           | Galicia |
| 2007 | 4.º Rally Sur do Condado  | Pedro Burgo               | Marcos Burgo        | Mitsubishi Lancer Evo VIII | Galicia |
| 2008 | 5.º Rally Sur do Condado  | Pedro Burgo               | Marcos Burgo        | Mitsubishi Lancer Evo VIII | Galicia |
| 2009 | 6.º Rally Sur do Condado  | Alberto Meira             | Álvaro Bañobre      | Mitsubishi Lancer Evo IX   | Galicia |
| 2010 | 7.º Rally Sur do Condado  | José M. Martínez Barreiro | Manuel Campos       | Peugeot 306 Maxi           | Galicia |
| 2011 | 8.º Rally Sur do Condado  | Alberto Meira             | Álvaro Bañobre      | Mitsubishi Lancer Evo X    | Galicia |
| 2012 | 9.º Rally Sur do Condado  | Pedro Burgo               | Marcos Burgo        | Ford Focus RS WRC 05       | Galicia |
| 2013 | 10.º Rally Sur do Condado | Iván Ares                 | Álvaro Bañobre      | Porsche 911 GT3            | Galicia |
| 2014 | 11.º Rally Sur do Condado | Iván Ares                 | Álvaro Bañobre      | Porsche 911 GT3            | Galicia |
| 2015 | 12.º Rally Sur do Condado | Alberto Meira             | David Vázquez       | Mitsubishi Lancer Evo X    | Galicia |
| 2016 | 13.º Rally Sur do Condado | Alberto Meira             | David Vázquez       | Mitsubishi Lancer Evo X    | Galicia |
| 2017 | 14.º Rally Sur do Condado | Alberto Meira             | José Murado         | Mitsubishi Lancer Evo X    | Galicia |
| 2018 | 15.º Rally Sur do Condado | Alberto Meira             | José Murado         | Mitsubishi Lancer Evo X    | Galicia |
| 2019 | 16.º Rally Sur do Condado | Víctor Senra              | David Vázquez Liste | Citroën C3 R5              | Galicia |
| 2021 | 17.º Rally Sur do Condado | Víctor Senra              | David Vázquez Liste | Škoda Fabia Rally2 evo     | Galicia |
| 2022 | 18.º Rally Sur do Condado | Víctor Senra              | «Jandrín»           | Škoda Fabia Rally2 evo     | Galicia |
| 2023 | 19.º Rally Sur do Condado | Víctor Senra              | David Vázquez Liste | Citroën C3 WRC             | Galicia |